# Millidgella
Millidgella trisetosa es una especie de araña araneomorfa de la familia Linyphiidae. Es el único miembro del género monotípico Millidgella.

## Distribución
Es un endemismo de Chile y Argentina.